# Spaghettieis
La spaghettata di gelato, o, nel suo nome originale, Spaghettieis (ʃpaˈɡɛtiˌʔaɪs) è un dolce Italo tedesco che ha le sembianze di un piccolo piatto di spaghetti.
Sopra un piattino piano viene messa della panna montata e sopra viene estruso il gelato alla vaniglia con una pressa per fare gli Spätzle (o uno schiacciapatate), dandogli la forma degli spaghetti. Il tutto viene quindi guarnito con della salsa di fragole (per simulare la salsa di pomodoro), con l'aggiunta di cioccolato bianco grattugiato oppure fiocchi di cocco o mandorle grattugiate, per imitare il parmigiano grattugiato.